# Mizodorcatoma pinicolae
Mizodorcatoma pinicolae is een keversoort uit de familie klopkevers (Anobiidae). De wetenschappelijke naam van de soort is voor het eerst geldig gepubliceerd in 1955 door Hayashi.